# 李兴浩
李兴浩（1954年—），广东佛山人，汉族，中华人民共和国企业家、第十一届全国人民代表大会广东地区代表。

## 生平
毕业于南开大学西方经济学专业，是中共党员。担任志高控股集团董事局主席。2008年起担任全国人大代表。
2020年9月11日，李兴浩被列为失信被执行人。2023年，李兴浩因挪用公款案被公安机关刑事拘留。